# Найт, Зэт
Затайя Найт (англ. Zatyiah Knight; 2 мая 1980, Солихалл) — английский футболист, защитник.

## Карьера
Во взрослом футболе дебютировал в 1999 году выступлениями за команду клуба «Фулхэм», в которой провёл один сезон, однако не выходил на поле в составе основной команды. В 2000 году перешёл в аренду в команду клуба «Питерборо Юнайтед».
Своей игрой за последнюю команду вновь привлек внимание представителей тренерского штаба клуба «Фулхэм», в состав которого вернулся в том же году. На этот раз сыграл за лондонский клуб следующие семь сезонов своей игровой карьеры. Большинство времени, проведенного в составе «Фулхэма», был основным игроком защиты команды.
В 2007 году заключил контракт с клубом «Астон Вилла», в составе которого провёл следующие два года своей карьеры.
К клубу «Болтон Уондерерс» присоединился в 2009 году. Успел сыграть за клуб из Болтона 168 матчей в национальном чемпионате.

## Выступления за сборную
В 2005 году дебютировал в официальных матчах в составе сборной Англии.